# Piperidina
La piperidina és un compost heterocíclic saturat de fórmula molecular C₅H11N. És un líquid incolor i fumant d'olor com d'amoníac i similar al del pebre. El seu nom prové del nom científic del gènere del pebre (Piper). La piperidina és molt usada en la síntesi de compostos orgànics, incloent-hi alguns fàrmacs.

## Producció
Industrialment, la piperidina es produeix per hidrogenació de la piridina, normalment catalitzada per disulfur de molibdè:
C₅H₅N + 3 H₂ → C₅H10NH
La piridina també es pot reduir a piperidina pel sodi en etanol.

## Disponibilitat natural de piperidina i els seus derivats
La piperidina s'ha obtingut inicialment del pebre, de les varietats naturals Psilocaulon absimile N.E.Br (Aizoaceae), i de Petrosimonia monandra.
El motiu estructural de la piperidina es troba en nombrosos alcaloides naturals com la Piperina, que dona al pebre negre el seu sabor picant i la toxina de les formigues acolorides Solenopsis invicta, l'anàleg químic de la nicotina, l'anabasina de la planta (Nicotiana glauca), lobelina del tabac indi, l'alcaloide tòxic coniïna del gènere de plantes Conium.

## Conformació
La piperidina adopta la conformació de cadira, en forma similar al ciclohexà.

## Reaccions
La piperidina és una amina secundària molt usada, per exemple per convertir cetones en enamines). Les enamines que deriven de la piperidina es poden usar en l'alquilació d'enamines de Stork.
La piperidina pot ser convertida en la cloramina C₅H10NCl amb hipoclorit de calci. La cloramina resultant pateix una deshidrohal·logenació per donar una imina cíclica.

## Usos
La piperidina es fa servir com solvent i com base química. El mateix succeeix amb alguns dels seus derivats: La N-formilpiperidina és un solvent polar apròtic més soluble en hidrocarburs i la2,2,6,6-tetrametilpiperidina és una base molt útil per la seva baixa nucleofilicitat i alta solubilitat en solvents orgànics.
La piperidina i els seus derivats són molt usats en la síntesi de compostos farmacèutics. La piperidina es troba en la fórmula farmacèutica de: paroxetina, risperidona, metilfenidat, raloxifena, minoxidil, tioridazina, haloperidol, droperidol, mesoridazina, petidina, melperona els agents psicoquímics Ditran-B (JB-329), N-metil-3-piperidil benzilato (JB-336) i molts altres.
La piperidina es fa servir en reaccions químiques de degradació, com la seqüenciació d'ADN per alguns nucleòtids particularment modificats.
La piperidina es troba en la llista de la Taula II com precursor sota la Convenció de l'ONU Contra el Tràfic Il·lícit de Drogues Narcòtiques i Substàncies Psicotròpiques pel seu ús clandestí a la dècada de 1970 del PCP (també conegut com a "Pols d'àngel").